# Magnéto (comics)
Pour les articles homonymes, voir Magnéto.
Max Eisenhardt, alias Eric Lensherr, alias Magnéto (« Magneto » en version originale), est un super-vilain évoluant dans l'univers Marvel de la maison d'édition Marvel Comics. Créé par le scénariste Stan Lee et le dessinateur Jack Kirby, le personnage de fiction apparaît pour la première fois dans le comic book Uncanny X-Men #1 en septembre 1963.
Magnéto est un mutant, et maîtrise le magnétisme. Il est l'antagoniste récurrent le plus présent des X-Men.
Dans ses premières apparitions, Magnéto est présenté comme guidé par sa mégalomanie. Par la suite, les auteurs de la série retravaillent le personnage, en faisant de lui un survivant de la Shoah qui souhaite avant tout éviter aux mutants de subir une persécution similaire. Cela, plus sa relation d'ami/ennemi très ambiguë avec Charles Xavier, le fondateur de X-Men, fait de Magnéto un des super-vilains les plus complexes de l'univers Marvel. Il est présenté de manière variable comme un criminel, un anti-héros ou même à l'occasion comme un héros.
En 2008, le magazine Wizard le classe à la 9e place de sa liste des « 200 Greatest Comic Book Characters of all Time ». Dans son classement de 2009, le site IGN met le personnage à la première place du Top 100 des « Greatest Comic Book Villain of All Time ».

## Historique de la publication

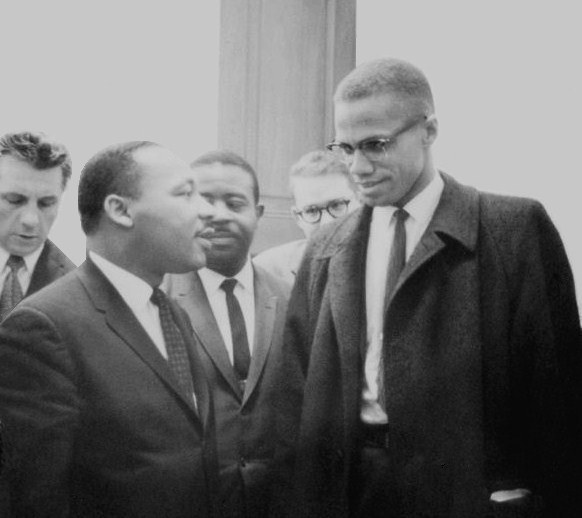
L'opposition entre Charles Xavier et Magnéto s'inspire des différences de méthodes entre Martin Luther King et Malcolm X.

Le personnage de Magnéto est créé en septembre 1963 par Stan Lee et Jack Kirby. Les auteurs prennent pour modèle Malcolm X, alors leader de Nation of Islam, en plein combat pour le mouvement des droits civiques.
Ils s'inspirent d'ailleurs de l'autre figure du mouvement, Martin Luther King, pour le personnage du professeur Xavier.

## Biographie du personnage

### Origines
Max Eisenhardt naît dans les années 1920 en Allemagne de parents juifs polonais. Son père Jakob et son oncle Erich sont bijoutiers. Brillant élève et très bon athlète, Max surpasse l'ensemble de ses camarades. Au cours de sa scolarité, il rencontre sa future épouse, Magda, d'origine gitane et fille du concierge de l'établissement. Malheureusement, il subit bientôt les persécutions nazies, ses professeurs et ses camarades étant endoctrinés par la propagande nazie et jaloux de ses capacités.
Après la nuit de Cristal, sa famille décide de fuir l'Allemagne pour la Pologne en septembre 1939. Mais, peu de temps après leur passage de la frontière, l'Allemagne nazie envahit la Pologne. Max et sa famille sont envoyés au ghetto de Varsovie, affamés, vivant de peu. Pour mieux subvenir aux besoins du ghetto et de leur famille, il participe avec son oncle Erich au marché noir.

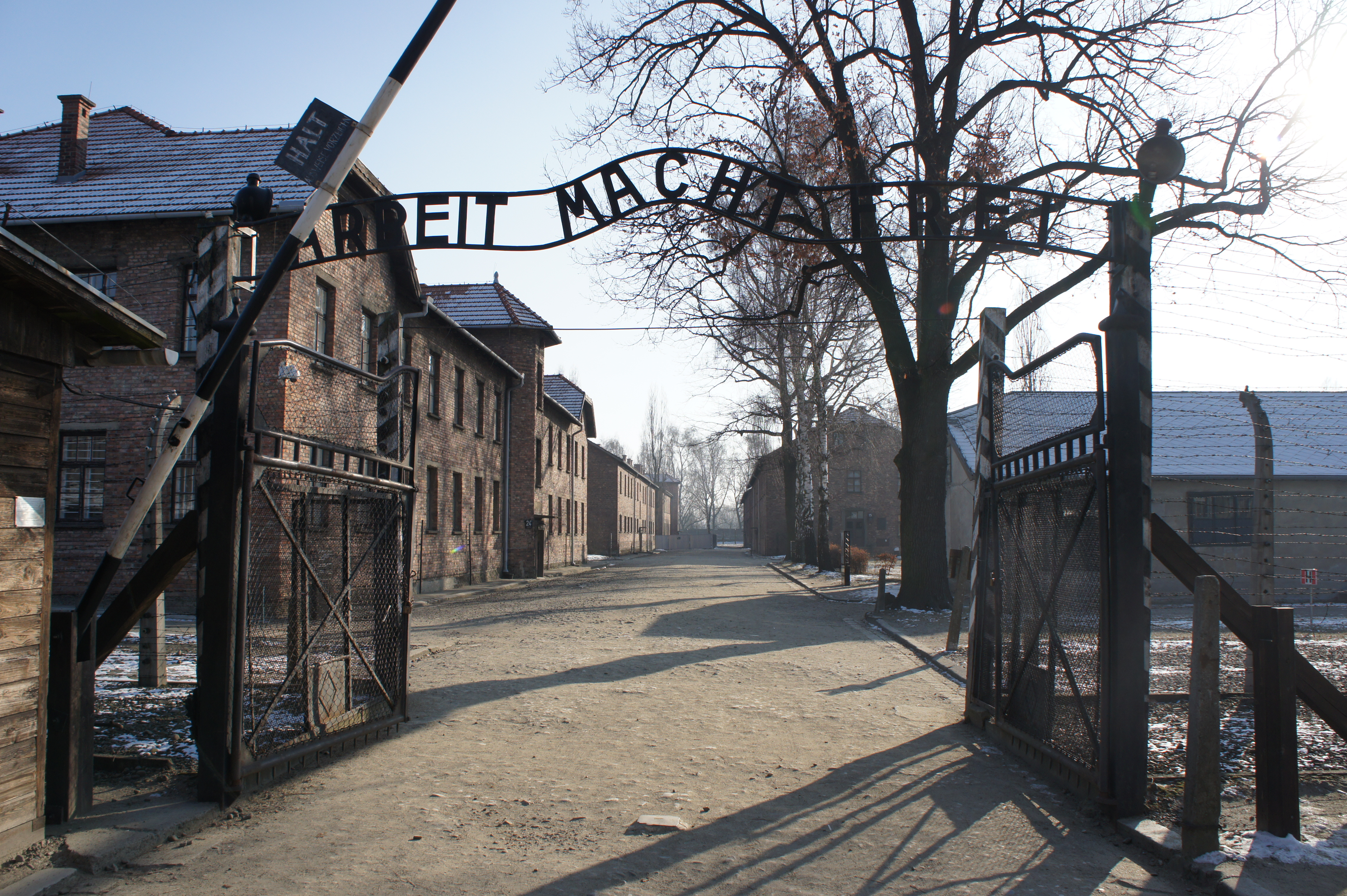
Entrée du camp d'Auschwitz ("le travail rend libre")

En juillet 1942, sa famille décide de s'enfuir, alors que son oncle Erich reste au ghetto pour organiser la future révolte qui éclatera le 19 avril 1943. Sa famille est rattrapée, fusillée par les nazis et jetée dans une fosse en pleine campagne. Max parvient à survivre (grâce à son pouvoir, qu'il utilise pour la première fois, inconsciemment) et à sortir de la fosse, mais est finalement capturé et déporté au camp d'Auschwitz.
Là, il est forcé à travailler comme Sonderkommando à la demande d'un de ses anciens professeurs (également juif) qui en faisait partie. Il a la vie sauve grâce à lui, mais assiste avec horreur pendant plusieurs mois à la folie humaine et au massacre des Juifs, des Tziganes et des Gitans. Il retrouve Magda et la soustrait au massacre, en la cachant jusqu'au 7 octobre 1944, jour où une révolte des Sonderkommando éclate. Ensemble, ils échappent à la mort et se marient.
Dans la ville soviétique de Vinnytsia, Magda donne bientôt naissance à une fille, Anya, qui est tuée quelques années plus tard lors d'un incendie, la milice locale empêchant Max de la sauver. Les pouvoirs de Max, exaspéré, se manifestent soudainement, tuant des miliciens et les citadins environnants. Terrifiée, Magda s'enfuit, découvrant plus tard qu'elle est à nouveau enceinte. Après avoir donné naissance aux jumeaux Pietro et Wanda (Vif-Argent et la Sorcière rouge), Magda disparaît.
Recherché pour le massacre de Vinnytsia et essayant de retrouver Magda, Max paye le faussaire Odekirk pour lui créer la fausse identité de « Erik "Magnus" Lehnsherr, le bohémien de Sinte ».
Le matricule 214 782 tatoué sur son bras à Auschwitz lui rappelle à jamais le comportement que les êtres humains peuvent adopter envers les individus qu'ils jugent différents. « Erik » tente néanmoins de refouler cette haine, et de mener une vie ordinaire malgré le développement de sa faculté à créer des champs magnétiques et ainsi de contrôler les objets métalliques à distance.
C'est alors que Charles Xavier rencontre Erik, qui se fait désormais appeler Magnus et travaille dans un hôpital psychiatrique près de Haïfa en Israël. Là, les discussions sur le vrai visage de l'humanité et la possible apparition d'une nouvelle race rapprochent les deux hommes, bien qu'aucun des deux ne parle de sa nature mutante. Face au Baron Strucker, afin de sauver Gabrielle Haller, les deux amis révèlent leurs pouvoirs et luttent ensemble. Mais Erik part, se rendant compte que sa vision des choses et celle de Xavier sont incompatibles. C'est durant cet épisode que le financement initial des diverses entreprises d'Erik est trouvé, car celui-ci confisque le trésor nazi que Strucker recherchait.
Il travaille ensuite en tant que chasseur de criminels nazis pour une agence mystérieuse, prenant ses ordres d'un homme connu sous le nom de « Contrôle ». Finalement, Contrôle et son agence décident qu'Erik prend trop de libertés dans ses missions, et essayent de le neutraliser. Lorsque Magnus capture et tente de livrer le nazi Hans Richter à Israël, des agents de « Contrôle » décident de mettre fin à ses activités. Ils assassinent sa petite amie de l'époque, Isabelle, juste devant ses yeux. Dans une rage folle, Magnus tue « Contrôle » et ses cohortes d'affiliés. Le peu de confiance qu'il avait encore pour l'humanité s'est brisée, il prend le nom de "Magneto" et commence à planifier une campagne contre la race humaine. Magnus, sous le nom d'emprunt de "Michael Xavier", se retrouve plus tard à Brooklyn, New York où il apprend que des mutants se rassemblent et se cachent des humains.
Magnus demande à la mutante Cassandra Michaels de créer son premier uniforme, estimant qu'avec tous les héros et méchants aux costumes colorés marchant sur la Terre, il était impératif qu'il fasse de même pour faire une déclaration de ses actes. Après avoir accompagné Cassandra à un rendez-vous, ils sont attaqués par un monstre souterrain et Magnus a l'idée de devenir un héros, mais face à l'ingratitude de Cassandra, il se rend compte que son destin est ailleurs.
À un moment donné, Magneto a eu une liaison avec une femme mariée du nom de Suzanna Dane. Suzanna a donné naissance à la fille de Magnus nommée Lorna, mais a caché la véritable filiation de l'enfant à son mari Arnold. Arnold a finalement appris l'infidélité de sa femme et l'a mise au pied du mur, en présence de Lorna, pendant le pilotage d'un avion. À l'insu de ses parents, Lorna avait hérité des pouvoirs de magnétisme de son père biologique. Elle en fut bouleversée, ce qui provoqua la manifestation de ses pouvoirs, détruisant l'avion et tuant par inadvertance ses parents. Magneto fut attiré sur le site de l'accident par l'impulsion magnétique déclenchée par sa jeune fille. Croyant qu'elle n'était pas prête pour la vie qu'il avait à offrir, il demanda à son associé le Cerveau d'utiliser ses pouvoirs d'illusion pour réécrire ses souvenirs, effaçant la rencontre et l'accident de sa mémoire.
Des années plus tard, Magneto est réapparu en costume avec un casque conçu pour le protéger de la télépathie. Il était déterminé à conquérir la race humaine, à empêcher leur oppression des mutants, en tant que sauveur autoproclamé du genre mutant. Magneto avait également créé une station spatiale orbitale, l'Asteroid M, utilisé comme base, et a commencé à rassembler la Confrérie des Mauvais Mutants originelle. L'une de ses premières recrues, Astra, était simplement amoureuse de Magneto et se moquait bien de la cause mutante, mais elle quitta le groupe dans des circonstances mystérieuses avant qu'il ne fasse sa première apparition publique.
C'est alors que Wanda Maximoff mis accidentellement le feu à un village avec ses pouvoirs et fut attaquée par des villageois. Magneto arriva sur les lieux et sauva Wanda et Pietro des villageois. En raison de ce sauvetage, Wanda s'est sentie redevable envers lui. Elle était prête à le servir jusqu'à ce que sa dette soit remboursée. Ayant besoin de puissants mutants dans la guerre à venir, Magnus recruta donc les jumeaux. Pietro souhaita rapidement partir et Wanda n'était pas d'accord avec les ambitions diaboliques de Magneto. Il est certain qu'à cette époque Magneto était dans un état psychotique et maniaque, provoqué par une combinaison de facteurs, y compris l'abus de ses immenses pouvoirs.
Le jour anniversaire de sa libération d'Auschwitz, Magnéto rencontra sur le site du camp Charles Xavier, désormais professeur et confiné dans un fauteuil roulant. Le professeur Xavier plaida auprès de Magneto que les actions qu'il comptait mettre en œuvre n'étaient pas différentes de ce que les nazis lui avaient fait des années plus tôt, mais Magneto rit et moqua le professeur pour prétendre diriger des mutants en étant confiné à une chaise. Le professeur Xavier répondit qu'il avait peut-être perdu l'usage de ses jambes mais pas de son cœur, ce à quoi Magneto ne pouvait pas prétendre. Après que les deux hommes se soient rappelé qu'ils avaient le pouvoir de se détruire mutuellement, Magneto partit, le professeur Xavier espérant qu'il finirait par revenir de ses erreurs.

### Ennemi des X-Men
Magnéto est le premier adversaire des X-Men d'origine. Il tente dès le début de la série de s'emparer de l'arme atomique, mais est arrêté par les X-Men. Lorsqu'ils se sont ensuite affrontés, Magneto renversa le gouvernement de Santo Marco, s'érigeant en dirigeant absolu, et fonda la première Confrérie des mauvais mutants, qui comprenait Wanda et Pietro (maintenant connus sous le nom de Sorcière Rouge et Vif-Argent), le Cerveau et le Crapaud. Après que les X-Men eurent libéré Santo Marco, Magneto kidnappa Angel et les X-Men suivirent l'astéroïde M qui fut détruit lors de la bataille, lorsque la Sorcière Rouge sabota un appareil conçu pour tuer les X-Men.
Lors d'une rencontre avec l'énigmatique Étranger, Magnéto et le Crapaud furent capturés et emmenés sur le monde natal de l'Étranger pour y être étudiés. Peu de temps après, profitant de la disparition de Magnéto, la Sorcière Rouge et Vif-Argent rejoignirent une version remaniée des Avengers dirigée par Captain America.
Magneto s'échappa de la planète par lui-même, abandonnant le Crapaud derrière lui, mais fut ensuite repris par l'Étranger, qui avait été averti par le professeur X. Ensuite, Magneto fut accidentellement renvoyé sur Terre par Dane Whitman et tenta de forcer la Sorcière Rouge et Vif-Argent à revenir dans sa Confrérie. Magneto voyagea avec les jumeaux jusqu'au bâtiment des Nations unies, où il exigea que les mutants aient leur propre pays. Vif-Argent réussit à envoyer un appel de détresse aux Avengers et ils rejoignirent les X-Men pour vaincre Magneto. Alors que sa base insulaire était détruite, Magneto en fuite fut poussé de son hélicoptère par le Crapaud, fatigué des abus constants de Magneto. Semblant périr, Magneto réussit à échapper à la mort par noyade en utilisant ses pouvoirs magnétiques pour se creuser un chemin à travers la terre.
Il fut à la tête des mutants de la Terre sauvage et a génétiquement modifié les indigènes en mutants l'adorant comme "le créateur". Il a utilisé certains de ces indigènes pour créer un appareil qui lui permettrait de canaliser l'énergie vers lui. Enquêtant sur le supposé suicide de Sauron, les X-Men sont de nouveau tombés sur les plans de Magneto et, après que Magneto a soigné Angel blessé, ils détruisirent ses machines et sa citadelle, le tuant apparemment. Magneto survécut grâce à une étrange radiation dans la Terre sauvage, et à sa résurrection, les X-Men le combattirent de nouveau. Magneto détruisit le Manoir de X-men et les vaincquit, mais un appel de détresse fut envoyé aux Avengers. Après avoir également capturé les Avengers, Magneto utilisa son contrôle des deux groupes pour kidnapper des scientifiques en vue de créer des dispositifs atomiques qui créeraient pour lui une armée de mutants. Les héros furent sauvés après que Vision ait utilisé ses pouvoirs pour prendre possession de Piper (un mutant de la terre Sauvage) et assommé Magneto.
Après Les Guerres secrètes, il fut accusé de crimes contre l'humanité par les Nations unies. Pendant son procès à Paris, Andrea et Andreas Fenris lancèrent une attaque contre la Cour internationale de justice, dans le but d’éliminer l’ancien ennemi de leur père, le Baron Strucker. Ils furent battus par les X-men mais pendant la bataille Charles Xavier fut blessé et alors qu'il gisait, mourant, Lilandra Neramani, apparut pour l'emmener dans l'espace afin de le guérir par la science Shi'ar. Magnéto, sous le nom de Michael Xavier, dirigea un temps les Nouveaux Mutants alors alliés des X-Men.
Il tenta de s'allier au Club des Damnés, pour former une union contre les forces anti-mutantes. Cependant, la mort du Nouveau Mutant Douglas Ramsey alias Cypher, puis celle, semblait-il, des X-Men à Dallas, lui fit prendre ses distances par rapport à la vie super-héroïque. Magnéto s'exila de nouveau en Terre sauvage. Cet exil prit fin lorsque, traqué par des soldats russes et les mutés de la Terre sauvage, il dut s'échapper en tuant Zaladane, une autre mutante maîtrisant le magnétisme qui s'était emparée de ses pouvoirs. Il eut durant cette période une liaison avec Malicia, qu'il guérit de son dédoublement de personnalité.
Voyant les conditions des mutants devenir de plus en plus périlleuses, Magneto commença à chercher des alliés pour protéger les mutants de l'humanité. Il participa aux "Actes de vengeance" aux côtés de méchants établis tels que le docteur Fatalis, le Sorcier et le Mandarin. Il affronta également Crâne Rouge, un criminel de guerre nazi impénitent, dont Magneto se vengea en l'ensevelissant vivant.
Magnéto s'exila à nouveau, cette fois dans l'espace ou il avait reconstruit une version plus sophistiquée de l'astéroïde M. Une bande de mutants appelés les Acolytes troubla sa retraite en tentant d'échapper aux policiers Genoshéens chargés de les arrêter. Magnéto prit le parti des siens, et redevint à cette occasion le leader d'une équipe méta-humaine. À la suite de la trahison de l'Acolyte Fabian Cortez, l'astéroïde M fut détruit. Bien que Magneto ait survécu à la rentrée de l'astéroïde M sur Terre, le reste des Acolytes d'origine est mort. Les restes de l'astéroïde M se sont écrasés au Moyen-Orient. Plus tard, Forge, Henry Peter Gyrich et d'autres représentants du gouvernement ont inspecté l'épave.
L'élimination apparente de Magneto par Fabian Cortez l'établit comme concurrent principal parmi les Parvenus. Croyant que Magneto était mort, Cortez rassembla un deuxième groupe d'acolytes pour l'aider -involontairement- dans la compétition en faisant de Magneto un martyr. Parmi ses nouvelles recrues figuraient Cargill, Unuscione et les frères Eric, Harlan et Sven Kleinstock.
Les Acolytes se divisèrent alors en factions à plusieurs reprises. Quand Exodus révéla la trahison de Cortez, certains refusèrent de le croire et continuèrent à suivre Cortez, tandis que la plupart des autres suivirent Exodus. Au retour de Magneto, Exodus «guérit» Rusty Collins et Skids de Stryfe et ils choisirent de le suivre.
Magnéto fut ensuite à nouveau vaincu par les X-Men sur sa nouvelle base spatiale beaucoup plus grande, Avalon, construite à partir de morceaux de l'astéroïde M, de la technologie Shi'ar volée et Graymalkin, la station spatiale qui appartenait à Cable. À cette occasion, il blessa gravement Wolverine en retirant l'adamantium de ses os. Cet acte horrifia Xavier, qui avait pris part à l'expédition, et il déconnecta la psyché de Magnéto. Cette attaque psychique provoqua l'émergence de l'entité Onslaught, faite du mélange de leurs deux psychés. Pendant un certain temps, les Acolytes s'occupèrent de Magneto inconscient dans leur base en orbite, Exodus prétendant porter sa voix alors que Magnus était dans le coma. Quand Avalon fut détruit par Holocauste (mutant rapatrié de l'Ère d'Apocalypse), Magneto ne dut sa survie qu'au X-Man Colossus revenu sur Terre dans une capsule de sauvetage.

### Joseph
Après le crash, un homme amnésique a émergé se faisant appeler Joseph, possédant des pouvoirs sur le magnétisme et l'apparence de Magneto encore dans la vingtaine. Il a rejoint les X-Men, qui le croyaient être Magneto, en quelque sorte rajeuni et réformé. Joseph lui-même en vint à croire qu'il était Magneto, jusqu'à ce que le vrai Magneto réapparaisse et recommence sa campagne de terreur contre la race humaine. Joseph s'est plutôt révélé être un clone de Magneto. Cependant, Magneto créé une autre impulsion électromagnétique à l'échelle de la Terre, et a fusionné avec la magnétosphère pour acquérir le pouvoir ultime. Joseph s'est sacrifié pour arrêter les plans de Magneto, une action qui a temporairement laissé Magneto sans pouvoirs alors que les Nations unies lui cèdent l'île de Genosha.

### Les Douze
Magnéto a fait partie des Douze mutants aux grands pouvoirs capables de vaincre Apocalypse une fois pour toutes. Apocalypse parvint cependant à les piéger et comptait se servir de leur puissance réunie pour devenir une déité. Apocalypse comptait canaliser ses pouvoirs dans le « Monolithe vivant », puis les transférer dans le corps de Nate Grey, seul mutant apte à contenir son énergie vitale. Mais Magnéto, affaibli, ne put donner assez d'énergie à l'ensemble. Les Douze s'échappèrent au moment où Apocalypse allait transférer son essence en Nate Grey. Cyclope prit sa place, et les deux fusionnèrent en une créature hybride. Le monstre parvint à s'enfuir.

### Genosha
Des mois plus tard, Magnéto après avoir combattu son clone Joseph, obtint finalement le pouvoir sur Genosha, avec la bénédiction des Nations unies qui espéraient le distraire ainsi de la conquête du monde. Ayant déjà par le passé commis des ravages sur l'île, il s'y affirma après quelques difficultés (Magneto Rex #1-4). Magneto a rencontré une résistance armée sur Genosha. Il a utilisé Fabian Cortez, puis Polaris, pour augmenter ses pouvoirs et a pu prendre le contrôle de toutes les parties de Genosha, après avoir combattu les Avengers et détruit la ville de Carrion Cove. Caché dans des grottes au-dessus de Carrion Cove se trouvait un appareil dont Magneto savait qu'il restaurerait ses pouvoirs à des niveaux dangereux, il a attaqué ses prétendus enfants, Wanda et Pietro, qui ont essayé de l'empêcher de l'utiliser. Une fois qu'il a accédé à cet amplificateur génétique, il a retrouvé ses pouvoirs sur le spectre électromagnétique, mais ces énergies puissantes l'ont rendu psychotique et maniaque une fois de plus.
Après la guérison du virus Legacy, Magneto s'est soudainement retrouvé avec des dizaines de milliers de mutants sains sur Genosha. Il a cherché à lever une armée de cette masse de mutants mécontents et récemment guéris. Lors de l'évenement Eve of Destruction, il kidnappa Charles Xavier et l'enchaina sur une croix sur une place de Genosha à la vue des télévisions mondiales. Jean Gray forma une équipe intérimaire X-Men qui fut à peine capable de l'arrêter. Wolverine lui porta un coup critique, éviscérant Magneto et lui sectionnant la colonne vertébrale.
Magneto, en convalescence et en fauteuil roulant, a été pris en charge par Polaris. Elle avait toujours eu une fixation sur Magneto, et lui vola un échantillon de tissu, l'a fait tester génétiquement avec un échantillon qui lui était propre et a découvert qu'elle était en fait sa fille biologique.
Son règne s'acheva cependant avec l'offensive des nouvelles Sentinelles lancées par Cassandra Nova (tuant plus de 16 millions de mutants. Lorsque de nouvelles méga-sentinelles ont attaqué Genosha, Magneto était toujours en fauteuil roulant et souffrait de ses blessures au point qu'il ne pouvait pas utiliser efficacement ses pouvoirs. Il semble qu'il ait été tué dans l'attaque, mais en vérité, il a survécu après avoir été caché dans un abri par ses partisans. Des mois après l'événement, une équipe de X-Men cherchant dans les débris a trouvé ce qui était apparemment un enregistrement des derniers mots de Magneto. Les idées mutant-suprémacistes, qui lui sont attribuées, se sont répandues dans la communauté mutante, certains le considérant comme un martyr de la cause mutante. Magneto était devenu une figure révolutionnaire semblable à Che Guevara dans la communauté mutante. Des t-shirts et des affiches avec le visage de Magneto et la phrase "Magneto avait raison" sont devenus des articles populaires, même parmi certains étudiants de l'Institut Xavier.
On a cru un moment qu'il s'était fait passer pour le mutant chinois Xorn. Infiltré ainsi dans l'Institut Xavier, celui-ci fomenta un putsch à l'aide de jeunes mutants. Mais d'autres élèves se rebellèrent, et alors qu'il faisait un carnage dans les rues de New York, il fut décapité par Wolverine. Il a été depuis déclaré que ce Magnéto était un imposteur (car magnéto était toujours vivant), peut-être même Xorn.
Déclaré mort, Magneto a progressivement trouvé son chemin hors des décombres de Genoshan et a survécu d'une manière ou d'une autre jusqu'à ce qu'il soit découvert par Xavier. Magneto n'avait aucun souvenir de ce qui lui était arrivé, depuis le moment où les méga-sentinelles avaient attaqué jusqu'au moment où Xavier l'a trouvé alors qu'il venait enterrer le corps de Xorn avec Wolverine. Xavier et Magneto ont décidé de travailler ensemble dans le plus grand secret, dans la troisième mouture de la série Excalibur. Ils luttèrent contre des pillards alliés à des trolls et essayèrent de reconstruire une vie au sein de ce chaos, avec l'aide de jeunes mutants rescapés du massacre des Sentinelles.

### House of M
Après les événements de Avengers Disassembled, sa fille Wanda, la Sorcière rouge, devenue folle, Magnéto la ramena à Charles Xavier qui habitait toujours à Genosha. Mais ce dernier n'arriva pas à la guérir de son mal. Ne sachant plus que faire, Xavier demanda l'avis des puissants héros terrestres, les X-Men et les New Avengers. Magnéto fut mis au courant de cette réunion par son fils, Vif-Argent, mais ne sut comment réagir.
À l'arrivée des héros à Genosha, Wanda modifia la réalité, et le monde entier se transforma en paradis mutant gouverné par Magnéto. Apparemment, personne ne se souvenait de l'ancien monde, et chacun se satisfit de sa « nouvelle vie ». Seul Wolverine se souvint de tout, et avec Layla Miller (une mutante capable de faire récupérer la mémoire à autrui) aida alors de nombreux héros à se rappeler le monde d'avant. Ensemble, ils estimèrent que Magnéto s'était servi de sa fille pour modifier la réalité à son avantage, et entamèrent une rébellion contre lui. Lors de cette bataille, la vérité fut révélée : C'est Vif-Argent qui avait manipulé sa sœur. Magnéto, qui avait retrouvé la mémoire, fut alors fou de rage, et se mit à battre son fils à mort. Il en fut empêché par Wanda qui, écœurée, recréa la réalité précédente, tout en effaçant le gène X de 90% de ses porteurs mondiaux. Magnéto et Vif-Argent firent partie de ces infortunés.

### Post-House of M
Après l'épisode House of M, Magnéto se retrouva sur la Genosha qu'avaient détruites les Sentinelles et, privé de ses pouvoirs, il erra en compagnie des rares survivants. Un incident survint lorsque Vif-Argent revint sur l'ile en compagnie de sa fille, Luna. Ce dernier avait dérobé aux Inhumains la brume terrigène, source de leurs mutations, car il espérait redonner leurs pouvoirs aux anciens mutants. Mais l'effet fut désastreux, et ceux qui testèrent le produit ne contrôlèrent pas leurs pouvoirs, jusqu'à en mourir, comme Unus. Magnéto vit ce désastre et s'emporta contre Vif-Argent, qui, fort de ses nouveaux pouvoirs, prit enfin sa revanche sur son père. Magnéto, défait, laissa donc son fils poursuivre ses expériences, qui furent arrêtées grâce à l'intervention du gouvernement américain, ainsi que celle des Inhumains à la recherche de Pietro. La confrontation s'acheva sur la dévastation de l'île par Flèche noire, Magnéto restant désormais seul parmi les ruines.
Un évènement se produit peu après, lorsque les énergies mutantes chassées des mutants par la sorcière rouge furent captées par Xorn, entité mutante sans corps s'étant déjà faite passer pour Magnéto. Réalisant que « seul Magnéto peut offrir le monde au mutant », Xorn se rendit à Genosha pour posséder le corps de Magnéto. Ce plan échoua grâce à l'intervention des New Avengers, Sentry expédiant Xorn dans le soleil. Toutefois Xorn a pu rendre à Magnéto ses pouvoirs, mais celui-ci tombe inconscient, et est capturé par le S.H.I.E.L.D.. Le véhicule qui le transportait explose en quittant l'île, ce qui fait que Lensherr est désormais de nouveau dans la nature. Méditant sur la nouvelle condition des mutants, il a été contacté par la mutante Skids qui lui a remis un livre prophétique sur la destinée de l’Homo superior.
Peu de temps après, Magnéto fut recruté par Exodus et les Acolytes qui ont enlevé le corps de Charles Xavier, abattu d'une balle en pleine tête par Bishop à la fin de Messiah Complex. Magnéto réussit à sauver Xavier avec l'aide de Karima Shapandar, et fut lui-même sauvé par Xavier qui empêcha Exodus de l'exécuter (Magnéto ayant grièvement blessé Cargill, et Exodus ne tolérant pas qu'un humain maltraite un mutant - ancienne doctrine de Magnéto par ailleurs). Les deux se séparèrent ensuite. Magnéto réapparut à San Francisco quelques semaines après l'installation des X-Men dans cette ville. Il activa deux sentinelles d'un modèle ancien qui étaient exhibées dans une exposition, ceci afin d'occuper les X-Men pendant que le Maître de l'Évolution prélevait des données sur le Céleste Rêveur. Magnéto ne fut stoppé que par l'intervention de Rocket, ce qui révéla qu'il portait une armure de technologie céleste pour simuler ses pouvoirs perdus; après avoir violemment critiqué le positionnement de Cyclope, il se téléporta dans l'espace pour travailler aux côtés du Maître de l'Évolution et essayer de sauver l'espèce mutante.

### Retour en solitaire
Cyclope réussit néanmoins à rallier à lui la plupart des mutants, à assurer leur survie, voire à être traités comme héros par certains. Ils s'installèrent sur une île proche de San Francisco. Magneto accepta le leadership de Cyclope en constatant qu'il avait fini par obtenir un havre de paix pour les mutants.
Lors des événements de AvX (Avengers Vs. X-Men), Cyclope, Colossus, Magik, Namor et La Reine Blanche furent investis par le Phénix, une entité cosmique. Les pouvoirs de ces mutants furent surchargés et des problèmes sont apparus après la perte de la puissance du Phénix. Chez Magnéto aussi. Il accuse aujourd'hui Cyclope d'être un danger et lutte de nouveau seul contre les anti-mutants.
Une série lui est dédiée dans la ligne All-New Marvel depuis mai 2014 : Magneto (Volume 3), écrite par Cullen Bunn sur des dessins de Gabriel Hernandez Walta.

### AXIS
Au cours d'une de ses quêtes, il a découvert un groupe de trafiquants d'hormones de croissance mutantes et, après les avoir tués, a enlevé leur scientifique afin de perfectionner sa formule MGH. En utilisant le MGH, Magneto a pu restaurer temporairement ses pouvoirs à leur état d'origine.
Après avoir découvert que le crâne rouge, renforcé par les pouvoirs télépathiques de Charles Xavier, avait transformé les restes de Genosha en un camp de concentration mutant, Magneto tenta de s'y infiltrer et de l'abattre. Cependant, il a été capturé par les S-Men du crâneMagneto Vol 3 #9 (septembre 2014). Après avoir été secouru par certains des membres mutants de la division Avengers Unity qui avaient déjà été enlevés à Genosha, Magneto a réussi à tuer Crâne Rouge. Cependant, cela a simplement déclenché l'Onslaught rouge, rendant le crâne plus puissant que jamais et déclenchant un "World War Hate".
Après les événements de World War Hate, Magneto s'est retrouvé à la tête d'une bande de réfugiés mutants sur Genosha, qui venait de s'échapper des camps de concentration.[154] Il a attiré l'attention du S.H.I.E.L.D., et ne s'est rendu que pour endommager gravement leur héliporteur de l'intérieur et supprimer les fichiers de l'agence sur les mutants.
Alors qu'il était sur Genosha, Magneto a été approché par Namor, qui lui a parlé des Incursions, un événement dans lequel deux univers alternatifs entraient en collision avec la Terre de chaque univers comme point d'impact. Namor se préparait à trahir la Cabale et parla à Magneto des Incursions parce qu'il croyait que Magneto ferait tout son possible pour les arrêter.
Magneto s'est préparé à se sacrifier pour détruire l'autre Terre, en utilisant diverses méthodes pour améliorer ses pouvoirs. Il a été aidé par sa fille Polaris, mais dans les derniers instants, il a volé les pouvoirs de sa fille afin d'être assez fort pour repousser l'autre monde lors de la dernière Incursion, espérant porter seul le fardeau. Cependant, la tentative de Magneto a échoué et, perdant le contrôle des immenses forces à l'œuvre, il s'est tout simplement désintégré. L'incursion n'a pas été arrêtée à la fin, provoquant la collision des deux mondes et la destruction de l'univers.

### Leader d'Uncanny X-men
Lorsque l'univers a été restauré, Magneto et tous ses habitants l'ont été, sans aucun souvenir de leur disparition temporaire. Pendant la crise du M-Pox, Magneto s'est découragé. Avec la rage qui l'avait toujours poussé lui faisant défaut, Magneto parcourra le désert, cherchant désespérément une raison de se battre. Il trouva cette raison lorsque l'Archange est soudainement tombé du ciel. Ses derniers mots avant de perdre connaissance étaient "assurer la survie des mutants". Magneto, se rappelant son but, a retrouvé une raison de vivre à nouveau et a juré de trouver d'autres personnes pour se tenir à leurs côtés. Il a rassemblé une équipe de X-Men prêts à faire tout ce qui est nécessaire pour assurer la survie de l'espèce mutante.
Après avoir fait face à plusieurs défis, l'entreprise de Magneto s'est finalement effondrée, ses alliés suivant progressivement leur propre chemin. À la suite d'une guerre entre les X-Men et les Inhumains, au cours de laquelle Magneto travailla en secret avec Emma Frost, Psylocke la première transfuge de son équipe, revint chercher Erik afin de le tuer, ayant juré d'en finir avec lui s'il avait déjà fait quelque chose qu'elle considérait comme pouvant conduire le genre mutant sur un chemin sombre. Elle réussit sa mission et laissa Erik pour mort en Terre Sauvage. Cependant, son corps a été retrouvé par Exodus et ramené à la vie par Elixir.

### Directeur des jeunes X-Men déplacés dans le temps
Présumé mort, Magneto a approché Jean Grey et l'a convaincue de travailler en secret avec lui aux côtés des autres X-Men déplacés dans le temps pour s'opposer publiquement à toute menace au rêve de coexistence entre humains et mutants de Xavier. Dans son nouveau quartier général sur la nation insulaire de Madripoor, Magneto a été approché par un Captain America modifié par le Cube Cosmique qui lui a offert un pays souverain et indépendant pour les mutants après la prise de contrôle par Hydra des États-Unis d'Amérique en échange de sa neutralité dans le conflit à venir. Magneto a également reçu la tête décapitée de Crâne Rouge en gage de la sincérité de Rogers, ce qui l'a amené à finalement accepter l'offre, même s'il a reconnu que cela représentait un pacte avec le diable. Steve a en effet admis qu'Hydra finirait par entrer en guerre contre la nouvelle nation des mutants, New Tian, dès que leur règne s'installerait dans le reste des États. Alors qu'il se cachait encore à Madripoor, Magneto s'est assuré que les X-Men sous son aile aidaient à maintenir la paix à New Tian.
New Tian est finalement entré en conflit avec Hydra après qu'Emma Frost ait obtenu un fragment d'un cube cosmique. Lorsque Frost a tenté de renégocier avec Hydra et que Rogers a refusé, Magneto a riposté en lançant un assaut total contre les forces d'Hydra, ce qui a involontairement aidé les efforts du groupe rebelle Underground pour mettre fin au règne d'Hydra.
Magneto a fait face à un défi à l'échelle mondiale sous la forme d'une cabale formée par Emma Frost, Havok, Bastion et Miss Sinister, qui avaient l'intention de faire artificiellement des mutants l'espèce dominante en utilisant un virus conférant des pouvoirs nommé Mothervine. La plupart des jeunes X-Men étant temporairement perdus dans l'espace à la suite d'une aventure impliquant les Starjammers, les ressources de Magneto étaient épuisées. Heureusement, les alliés de Magneto, menés par Polaris, se sont rassemblés pour former une équipe disparate de X-Men: Gazing Nightshade, BloodStorm, Daken, Jimmy Hudson et Shen Xorn. Lorsque Mothervine a été libéré, Magneto a vu sa main forcée lorsqu'il a dû tuer un groupe de mutants sous le contrôle de Miss Sinister en état de légitime défense. Cet incident a poussé Magneto au bord de l'émotion et, après la neutralisation de Mothervine, il a juré de faire avancer à nouveau son programme mutant par tous les moyens nécessaires et de traquer tous ceux qui lui ont fait lever la main contre ses compagnons mutants. Magneto a laissé derrière lui les jeunes X-Men et a créé un nouvel astéroïde M, où il a fondé une nouvelle incarnation de la Confrérie.

### House of X
Après le retour du professeur Xavier, lui, Magneto et Moira MacTaggert ont entrepris de créer une nouvelle nation mutante de l'île de Krakoa. Krakoa serait une maison pour tous les mutants, quels que soient les méfaits passés, et la nation naissante a acquis la reconnaissance du reste du monde en offrant des remèdes miracles à divers maux qui ont été cultivés sur Krakoa. L'établissement de Krakoa a également vu la création des Cinq, un groupe de mutants capables de ressusciter les morts.
Magneto, Esme et Sophie Cuckoo ont accueilli une délégation d'ambassadeurs et de représentants internationaux pour leur faire faire un tour rapide de Krakoa tout en définissant les conditions du nouvel État mutant et sa relation avec l'humanité. Grâce à des données volées à Damage Control, Magneto et Xavier ont appris l'existence d'Orchis Forge (une station spatiale située près du soleil), où les humains avaient recréé le Moule Initial des Sentinelles et étaient sur le point de l'activer. Plus important encore, Xavier et Magneto pensaient que ce serait là que Nimrod deviendrait opérationnel. Le duo a ensuite chargé Cyclope de constituer une équipe pour détruire le Moule Initial et empêcher la création de Nimrod.
L'équipe de Cyclope a réussi sa mission (même si tous ses membres ont péri) et a détruit le Moule Initial.
Magneto, ainsi que Xavier et Wolverine, étaient présents lorsqu'un certain nombre de mutants autrefois hostiles aux X-Men et à l'humanité sont arrivés, dirigés par Apocalypse, qui a révélé qu'il avait une histoire avec l'île de Krakoa. Lorsque Magneto a demandé à Apocalypse de se soumettre à toutes les lois de Krakoa et de travailler au service du genre mutant, Apocalypse a accepté, complétant la nouvelle nation mutante.
Magneto a été élu pour siéger au Conseil silencieux de Krakoa, l'organe directeur de Krakoa. Au cours de leur première rencontre, ils ont rédigé les règles initiales de Krakoa et déterminé le sort du criminel mutant Dents-de-Sabre.

## Famille
- Erich Eisenhardt (oncle, décédé)
- Jakob Eisenhardt (père, décédé)
- Edie Eisenhardt (mère, décédé)
- Ruth Eisenhardt (sœur, décédée)
- Magda Lehnsherr (épouse, décédée)
Magda Gurzsky dans le film X-Men: Apocalypse
- Anya Lehnsherr (fille ainée, décédée)
Nina Gurzsky dans le film X-Men: Apocalypse
- Lorna Dane (Polaris, fille benjamine)[n 1]
- Zala Dane / Zaladane (en) (fille possible, présumée décédée)
- Joseph (clone, décédé)
- Onslaught (coprocréation, « détruite »)
- Pietro Maximoff (Vif-Argent, fils)
- Wanda Maximoff (la Sorcière rouge, fille)

## Personnalité
Magnéto veut protéger la race mutante de ce qu'il considère comme le mal. En tant que survivant de l'Allemagne nazie et de l'Holocauste avant même son arrivée à l'âge adulte, il craint que les mutants ne subissent un jour le même sort que les races opprimées par les nazis.
Il en est venu à haïr l'humanité pour son incapacité à accepter ceux qui sont différents d'elle, et est devenu de plus en plus dogmatique dans ses points de vue, incapable d'accepter les divergences d'opinion.
Profondément cynique et souvent impitoyable, Magnéto est convaincu que les mutants sont supérieurs aux humains et qu'ils doivent être traités en tant que tel — il dénie également les points de vue disant qu'il est un danger pour sa propre espèce. Il n'est pas tout à fait aussi monstrueux que certains ennemis des X-Men (comme Apocalypse) et ne souhaite pas asservir spécifiquement le monde, mais plutôt imposer sa propre vision du bien et du mal. Pour atteindre son objectif de protéger les mutants, Magnéto s'est, a quelques occasions, allié avec des héros tels que les X-Men.

## Pouvoirs et capacités
Magnéto est un des mutants les plus puissants de l'univers Marvel. Son pouvoir de base est, comme son nom l'indique, de générer des champs électromagnétiques grâce à son propre biomagnétisme. Il peut utiliser ces champs magnétiques par eux-mêmes ou pour contrôler les champs géomagnétiques, ce qui lui donne un large éventail d'aptitudes.
En complément de ses pouvoirs, Magnéto est un génie dans différents domaines scientifiques, notamment en manipulation génétique, en physique, en ingénierie et autres types de technologie. Il a conçu un armement de pointe, une station spatiale (Astéroïde M), une forme de vie humanoïde artificielle (son clone Joseph), un appareil générant des éruptions volcanique ou des séismes, et d'autres bloquant la télépathie ou qui annulent les super-pouvoirs de tous les mutants autres que lui. Il a aussi reconstruit des appareils de mémoire. Il parle couramment de nombreuses langues humaines et a une fois déchiffré seul le langage inconnu d'une civilisation perdue.
C'est aussi un maître en stratégie avec une expérience élevée du combat, qui a souvent été vu triomphant à lui seul de groupes entiers de superhumains. Bien qu'il ait des connaissances en combat au corps à corps et qu'il y ait recours si nécessaire, il n'est pas un expert et préfère se battre à l'aide de ses pouvoirs.
- La capacité primaire de Magnéto est de commander au métal. En comparaison des autres mutants, son pouvoir est particulièrement puissant : il a montré la capacité de manipuler du métal en grande quantité et/ou avec énormément de précision, comme arrêter un astéroïde, paralyser Colossus ou extraire l'adamantium des os de Wolverine. Il est également capable d'assembler ou désassembler des machines complexes simplement par la pensée, créant même sa station spatiale l'Astéroïde M à une occasion. La limite exacte de ses pouvoirs, sur un plan purement pratique, est sans limites[1]. Elle varie cependant, selon les besoins de l'histoire — Magnéto a tendance à être plus puissant quand il attaque les X-Men à lui seul que quand il est leur allié.
- Avec ce pouvoir, il peut également manipuler le fer qui est naturellement présent dans le sang des individus pour induire des anévrismes au cerveau, ou simplement faire s'évanouir les personnes qu'il souhaite[1], contrôler les particules ferreuses en suspension dans l’atmosphère[1], altérer le champ magnétique terrestre jusqu'à son extension dans l’espace (magnétosphère)[1] et augmenter sa propre force[1]. Par ailleurs, il peut détecter les téléportations, les illusions et même sentir les objets invisibles à sa propre vision, grâce aux anomalies générées dans le champ magnétique.
- Il est capable de générer une sorte de champ de force personnel autour de lui, le protégeant de la majorité des attaques. Tant que son champ de force est actif, il est protégé contre la plupart des coups. Il peut aussi s'en servir pour respirer dans l'espace, vraisemblablement en retenant à l'intérieur l'air nécessaire.
- À plusieurs occasions, il a aussi montré qu'il possédait la faculté de se servir de son pouvoir pour faire léviter son propre corps, lui permettant de voler. Son champ de force est généralement actif lorsqu'il vole. Toutefois, il porte le plus souvent une armure métallique, ce qui rend son corps plus facile à soulever.
- Il a montré à plusieurs reprises qu'il résistait extrêmement bien à la télépathie. D'une part, parce qu'il a une volonté inébranlable (dans l'intégrale 1981, la narration précise que cela joue un rôle dans sa résistance), mais surtout son casque le protège. Les X-Men connaissent parfaitement cette caractéristique, et savent qu'il peut être facilement neutralisé par le professeur Xavier s'ils parviennent d'abord à lui arracher son casque. Dans les premiers numéros, le pouvoir magnétique lui donnait des pouvoirs télépathiques — il emploie une projection astrale pour rencontrer Namor — mais cet aspect a été abandonné.
- Cependant, la menace la plus redoutée de Magnéto est sa capacité à provoquer une inversion du champ magnétique terrestre : il s'agit principalement d'un moyen de chantage, parce qu'il pourrait provoquer une quasi-extinction de l'humanité, mais qui frapperait tout autant mutants et humains. Dans l'univers Ultimate, la saga Ultimatum est centrée autour de l'utilisation de ce pouvoir ; Magnéto aurait pu éliminer la plus grande partie de l'humanité s'il n'avait pas choisi, à la fin, de réparer ses dégâts au lieu de les renforcer.

Dans l'univers Marvel, Magnéto n'est pas le seul personnage à disposer d'un pouvoir de contrôle sur le magnétisme, mais le sien est le plus puissant. Sa fille Polaris possède le même pouvoir, mais à un degré moindre. Son clone Joseph montre un potentiel identique, mais Magnéto a pu le battre grâce à son expérience et à sa maîtrise supérieure.
L'existence même de Magnéto oblige tous ceux qui craignent d'être un jour son ennemi à développer des armes spécialisées pour contrer ses pouvoirs. Dans le dessin animé X-Men: Evolution, les X-Men disposent d'un véhicule volant sans aucun élément métallique. Dans l'histoire Magneto: Not a Hero (2012), celui-ci s'amuse de voir qu'Iron Man est venu avec une armure non-métallique pour l'affronter.

## Versions alternatives

### Age of Apocalypse
Dans la réalité alternative Age of Apocalypse, Magnéto est le fondateur des X-Men car Charles Xavier s'est sacrifié des années auparavant, pour le sauver de Legion. Légion n'est autre que le fils de Xavier, voyageur temporel qui voulait tuer Magnéto avant que celui-ci ne devienne un super-criminel. À la suite de la mort de Xavier, tout le présent se trouve changé.
Magnéto reprend l'idéal de Xavier, et recrute les X-Men pour combattre en faveur de cet idéal. Mais sans Xavier lui-même, les X-Men sont incapables de stopper l'ascension au pouvoir d'Apocalypse, et deviennent un groupe de résistance face à son régime. Magnéto épouse Malicia et a un garçon, prénommé Charles. À la mort d'Apocalypse, il aide les humains à reconstruire une nation et lutter contre leurs anciens tortionnaires. Mais il cache un terrible secret, ce n'est pas lui qui a sauvé la ville de la destruction mais Jean Grey. Sinistre connait ce secret, ce qui lui confère un pouvoir sur lui.

### Ultimate Marvel
L'univers Ultimate est une version de l'univers Marvel comics revue au goût du XXIe siècle.
Ici, on sait peu de chose sur le passé de Magnéto : Toute la famille d’Erik Lensherr aurait péri dans les camps de concentration nazi de la seconde guerre mondiale, mais il est dit aussi qu'il est le fils d'un riche industriel texan, si bien que son histoire parait plutôt nébuleuse… Toujours est-il qu'il dispose d'un large capital et, connaissant sa nature de mutant, rencontre Charles Xavier dont l'intérêt pour les mutants est connu dans le monde entier. Chacun décide alors de quitter sa famille pour monter un projet d'aide et d'éducation des mutants.
Ensemble, ils parcourent le monde et rassemblent environ 500 post-humains dans leur tout nouvel institut, mais ils sont la proie d'actions violentes de la part du reste de l'humanité. Toute la communauté mutante émigre donc dans une contrée perdue qui deviendra la Terre sauvage, à l'abri du monde extérieur, et entreprend de construire le « futur ».
C'est à cette époque qu'apparaissent des points de divergence entre Xavier et Magnéto : le premier souhaite comme toujours que les mutants arrivent à s'intégrer au reste de l'humanité, tandis que Lensherr prône désormais une stratégie d'asservissement de l'humanité. Un conflit éclate et Magnéto endommage la colonne vertébrale de Xavier, qui restera paralysé des jambes, mais qui parvient néanmoins à s'enfuir.
La grande majorité des mutants étant du côté de Lensherr, celui-ci crée la confrérie des mutants qui commet des actes terroristes pour réclamer la terre aux humains. Le gouvernement américain répond à ces attaques en créant les sentinelles, qui se mettent à exterminer tous les mutants présents sur le sol américain. Mais certaines de ces opérations sont arrêtées par les Ultimates X-men. Magnéto y voit la marque de Xavier et charge Wolverine de l'assassiner, tout en faisant enlever la fille du président des États-Unis afin de faire plier le gouvernement. Les X-men font une fois de plus échouer ce plan, mais Cyclope décide de rejoindre le camp de Magnéto. Les X-men ayant fait rater les manigances de Magnéto, le gouvernement des États-Unis décide de suspendre les opérations anti-mutantes, mais seulement après avoir rasé la Terre sauvage. Cette attaque décime nombre de membres de la confrérie, mais permet à Magnéto de prendre le contrôle des sentinelles qu'il envoie détruire les États-Unis. Le combat s'en suivant est titanesque et voit la destruction de la moitié de Washington : Magnéto, s’apprêtant à exécuter le président américain, en est empêché par Xavier, Wolverine (qui le trahit) et son propre fils Vif-Argent. Xavier fait ensuite passer aux yeux du monde Lensherr pour mort à travers une illusion.
Magnéto est donc bien vivant, mais ne sait plus qui il est : Xavier lui a implanté une nouvelle personnalité, et Lensherr passe donc le plus clair de son temps à aider les jeunes en difficulté de son nouveau voisinage. Mais cette reconversion ne dure qu'un temps : la confrérie, grâce aux confidences du Fauve, découvre la supercherie et récupère Magnéto tout en lui rendant la mémoire. Ce dernier reprend donc le contrôle de la confrérie et commet plusieurs actes terroristes avant de décider d'en finir avec la race humaine en inversant la polarité du champ magnétique terrestre. Il est une nouvelle fois vaincu par les X-men, et finit par être enfermé dans une prison de plastique au Triskelion, la base des héros du S.H.I.E.L.D., les Ultimates.
Ici, Charles Xavier tente de lui faire passer le goût de la suprématie mutante pour le faire rentrer dans le "droit chemin". Mais ce qu'il reste de la confrérie prépare un moyen de faire évader Lensherr. Mystique et Forge font emprisonner Polaris et Longshot au Triskélion sur ordre de Magnéto. Les amis de Lorna tentent de la libérer car elle est enfermée dans la même cellule que Lensherr, et créent un chaos général qui libère la plupart des prisonniers : Mystique en profite pour prendre la place de Magnéto, qui s'évade donc avec Longshot sans éveiller les soupçons tandis que Mystique et Forge se laissent capturer. Magnéto est désormais libre, et semble vouloir expérimenter "de nouvelles méthodes". Plus récemment, on l'a vu se réjouir de la « mort » de Charles Xavier et rappeler Mystique à ses côtés, Mastermind la remplaçant dans la cellule de Magnéto.

### Marvel Zombies
Dans l'univers de Marvel Zombies, un Sentry venu d'un univers parallèle a ramené un virus qui a transformé tous les héros du monde en zombies : ils ont ensuite ravagé toute la planète. Il ne reste plus que quelques groupes de survivants, dont un qui, situé à New York, est composé de quelques humains dirigés par Magnéto. C'est dans ce monde qu'échoue Mr Fantastique de l'univers Ultimate, piégé par la version mort-vivante des Quatre Fantastiques de ce monde. Il est sauvé par Magnéto, qui l'aidera à retourner dans son monde. Ce faisant, ce Magnéto reste prisonnier de cette réalité fort peu hospitalière... Il finit d'ailleurs dévoré par les versions mort-vivantes des héros Marvel peu de temps après, en tentant de rallier l'astéroïde M.

### 1602
Dans l'univers 1602, les méta-humains apparaissent au XVIIe siècle. Magnéto est aussi dans cet univers un mutant, mais cache cet état de fait en se faisant passer pour l'inquisiteur le plus virulent à l'égard des « monstres ». En réalité, il utilise ce poste pour choisir les mutants qui pourront le servir : il porte son dévolu sur Petros et Wanda, ses propres enfants, et le Crapaud. Ensemble, ils forment officiellement la première ligne de protection de l'Église contre les « enfants de Satan ».
Voulant faire main basse sur les protégés de Javier, le Charles Xavier de ce monde, Magnéto fait alliance avec le roi d'Angleterre. Les éminences grises de l'Église l'apprennent et désapprouvent l'idée : elles décident d'excommunier l'inquisiteur félon et ses disciples, puis de les condamner au bûcher.

### Deadpool kills the Marvel Universe Again
Dans cet univers parallèle, Crâne Rouge prend la tête d'une coalition de super-vilains, avec à ses côtés le Docteur Fatalis, l'Abomination et, étonnamment, Magnéto. Ce dernier, malgré sa haine pour l'ancien officier nazi, contribue à manipuler Deadpool afin qu'il tue tous les héros. Après avoir accompli sa boucherie et s'être rendu compte de la manipulation dont il avait été victime, Wade Wilson se vengera en massacrant les super-vilains. Il confrontera évidemment le vieux mutant, qui avouera ses remords et donnera, sans se faire prier, la cachette de Crâne Rouge et de ses fidèles. Wilson le laissera, estimant qu'ils méritent tous les deux de vivre avec les meurtres des héros sur la conscience.

### Old Man Logan
Dans cet univers parallèle, les super-héros ont presque tous été massacrés par une coalition de super-vilains menés par Crâne Rouge, qui deviendra maître des États-Unis. Magnéto aura Las Vegas, puis sera assassiné par un homme appelé « Le Caïd » (à ne pas confondre avec Wilson Fisk) qui prendra sa place. Magnéto est uniquement mentionné dans ce comics et n'apparaît pas en chair et en os.

## Apparitions dans d'autres médias

### Films
| |  |  |
| Les acteurs Ian McKellen et Michael Fassbender sont les deux interprètes successifs du personnage au cinéma : le premier dans la trilogie originale X-Men (2000-2006), le second dans la prélogie (2011-2019). |  |  |

Interprété par Ian McKellen dans la première trilogie X-Men ainsi que dans Wolverine : Le Combat de l'immortel, X-Men : Days of Future Past et Avengers: Doomsday, 
Dans X-Men (2000), Magnéto, s'alarmant des lois anti-mutants sur le point d'être votées, conçoit une machine alimentée par ses pouvoirs capable de transformer un humain en mutant. Il ignore que la transformation est mortelle à moyen terme. L'utilisation de cette machine étant épuisante pour lui, il sait qu'il ne survivrait pas à son emploi à grande échelle. Il capture Malicia pour la forcer à le faire à sa place, cette dernière pouvant lui prendre temporairement son pouvoir. Les X-Men le neutralisent et les autorités américaines l'arrêtent et le placent dans une prison en plastique.
Dans X-Men 2 (2003), Magnéto s'évade grâce à l'aide de Mystique qui injecte des particules de fer dans le corps d'un des gardiens de la prison plastifiée. Il s'allie ensuite aux X-Men pour arrêter le colonel William Stryker, qui cherche à exterminer tous les mutants du monde. Mais Magnéto retourne l'arme pour tuer tous les non-mutants. Les X-Men interrompent le processus, mais ne peuvent capturer à nouveau Magnéto.
Dans le X-Men : L'Affrontement final (2006), les autorités américaines proposent aux mutants de les faire devenir humains, dans un premier temps sur la base du volontariat. Magnéto lance une vague d'attentats en exigeant que cesse la production de « l'antidote ». Pour y faire face, l'armée américaine emploie le vaccin dans des fusils à seringues. Magnéto recrute un grand nombre de mutants et lance une attaque contre le centre de production du vaccin. Les X-Men s'interposent, et au cours de la bataille, ils parviennent à lui administrer le vaccin. À la fin du film, on retrouve Magnéto, seul, jouant une partie d'échec, capable de déplacer le roi par sa pensée, laissant penser que, par la suite, il récupère son pouvoir… En effet, on peut voir à la fin du film Wolverine : Le Combat de l'immortel (2013), qu'il a totalement récupéré ses pouvoirs, que le professeur Xavier n'est pas mort, et que ces derniers sont venus demander de l'aide à Logan concernant une nouvelle arme anti-mutant.
Globalement, le Magnéto des films est plus clairement un méchant que celui des BD. Le film conserve le fait qu'Erik Lensherr soit un survivant de la Shoah. Cependant, ses pouvoirs se sont manifestés à Auschwitz, alors que selon la BD c'est seulement après la guerre qu'ils sont apparus. Dans les films, Magnéto n'hésite pas à tuer les humains (non-mutants) en masse de sang-froid, alors que dans la BD, il est furieux qu'on ait pu croire qu'il était responsable du carnage de New York. De plus, Magnéto est prêt à faire mourir Malicia pour son plan (ce qui, comme le fait remarquer Wolverine, réfute la prétention de Magnéto d'être un bienfaiteur), alors que dans la BD, tuer une adolescente lui fait horreur : lors d'un combat dans les BD de 1981, il crut avoir tué Kitty Pryde ; voyant ensuite le corps inanimé de la jeune fille, il fut dégoûté de lui-même, capitula alors qu'il aurait pu vaincre les X-Men, et renonça temporairement à ses méthodes violentes.
Sa relation complexe avec le Professeur Xavier est abordée tout au long de la saga. Il semble ainsi attristé de la mort de celui-ci dans L'Affrontement final, déclarant même à Pyro : « Tu ne sauras jamais combien Xavier a fait avancer notre cause ». Dans Days of Future Past, alors qu'il s'apprête à mourir des mains des Sentinelles, Magneto dit regretter les années que lui et son ancien ami ont pu perdre à s'affronter. Il paraît donc porter à Xavier une certaine affection, bien qu'il désapprouve fortement son pacifisme.
Interprété par Michael Fassbender dans la seconde saga X-Men
Une version plus jeune du personnage est reprise par Michael Fassbender dans X-Men : Le Commencement (2011), qui retrace sa rencontre avec Charles Xavier et la création des X-Men. On découvre un Magnéto jeune, qui voit sa mère se faire tuer sous ses yeux par Sebastian Shaw. Devenu adulte, il traquera ce dernier jusqu'au bout du monde. Charles Xavier parvient à le canaliser et à lui apprendre à maîtriser ses pouvoirs. Cependant, ses opinions divergent trop de celles de Charles Xavier. Il part de son côté et emmène quelques mutants avec lui (Emma Frost, Angel Salvadore, Azazel…).
Michael Fassbender reprend le rôle dans X-Men: Days of Future Past (2014). Ian McKellen est également présent, puisque le film mêle les personnages du passé et du futur. Alors que le « Magnéto du futur » s'est allié à Charles Xavier et ses X-Men pour contrer les Sentinelles, le « Magnéto du passé » n'a plus de contacts avec les X-Men. Il est enfermé dans une cellule high-tech en plein cœur du Pentagone, accusé d'être l'instigateur de l'assassinat de John F. Kennedy. Wolverine part du futur pour arriver en 1973. Il parvient à contacter Charles Xavier et Hank McCoy. Ils comprennent qu'ils auront besoin de libérer Magnéto. Avec l'aide de Pietro Maximoff, ils parviennent donc à le faire libérer. Les retrouvailles avec Charles sont cependant tendues. Magnéto l'accuse d'avoir abandonné les X-Men, qui se sont fait tuer et disséquer par Bolivar Trask (le Hurleur, Emma Frost, Angel Salvadore, Azazel...). Toute l'équipe tente de retrouver Mystique, dont les actes à venir changeront le cours de l'histoire des X-Men du futur.
Michael Fassbender apparaît aussi dans X-Men: Apocalypse (2016), dans lequel il devient un des quatre cavaliers du mutant Apocalypse accompagné des 3 autres mutants. Il l'interprète une dernière fois dans X-Men: Dark Phoenix (2019).
Là aussi, la relation complexe qu'il partage avec Charles Xavier est abordée, les deux personnages semblant très proches malgré leurs vives divergences concernant leur rapport aux non-mutants. Toutefois, on remarque dans X-Men: Apocalypse que Charles ne paraît pas être au courant de la nouvelle vie de Magnéto en Pologne, ce qui implique (comme dans Days of Future Past lorsqu'il était en prison) que les deux amis peuvent passer plusieurs années sans se revoir, là où leurs homologues du futur se côtoyaient régulièrement (même lorsque Magnéto était emprisonné).
Ils semblent parvenir à une certaine réconciliation à la fin du film X-Men : Apocalypse.
Notons toutefois qu'une version plus jeune d'Erik Lehnsherr est également interprété par Brett Morris dans X-Men (2000) et par Bill Milner dans X-Men: Le Commencement (2011).

### Télévision
Magnéto apparaît dans un épisode de la série d'animation The New Fantastic Four (créée en 1978), puis dans un épisode de la série d'animation Spider-Man en 1981. La même année, il apparaît dans un épisode de la série d'animation Spider-Man et ses amis extraordinaires. En 1989, Ron Gans incarne le personnage dans le téléfilm X-Men: Pryde of the X-Men (en).
Entre 1992 et 1997, il apparaît dans plusieurs épisodes de la série d'animation X-Men.
Entre 2000 et 2003, il apparaît dans 20 épisodes de la série d'animation X-Men: Evolution.
Entre 2008 et 2009, il est présent dans la série d'animation Wolverine et les X-Men. Maurice LaMarche double le personnage en anglais dans trois épisodes de la série d'animation The Super Hero Squad Show, dès 2010.
En 2012, il apparaît le temps d'un épisode de la série d'animation Iron Man: Armored Adventures, puis dans la nouvelle série d'animation sur les X-Men, Uncanny X-Men.

### Jeux vidéo
- 1994 : X-Men: Children of the Atom
- 1998 : X-Men vs. Street Fighter
- 1999 : Marvel vs. Capcom
- 2000 : X-Men: Mutant Academy
- 2001 : X-Men: Mutant Academy 2
- 2002 : Marvel vs. Capcom 2: New Age of Heroes (remake sur Xbox 360 et PlayStation 3 en 2009)
- 2004 : X-Men Legends
- 2005 : Marvel Nemesis : l'Avènement des Imparfaits
- 2011 : Marvel vs. Capcom 3: Fate of Two Worlds
- 2013 : Lego Marvel Super Heroes
- 2014 : Marvel : Tournoi des champions